# خیابان جرج (تورنتو)

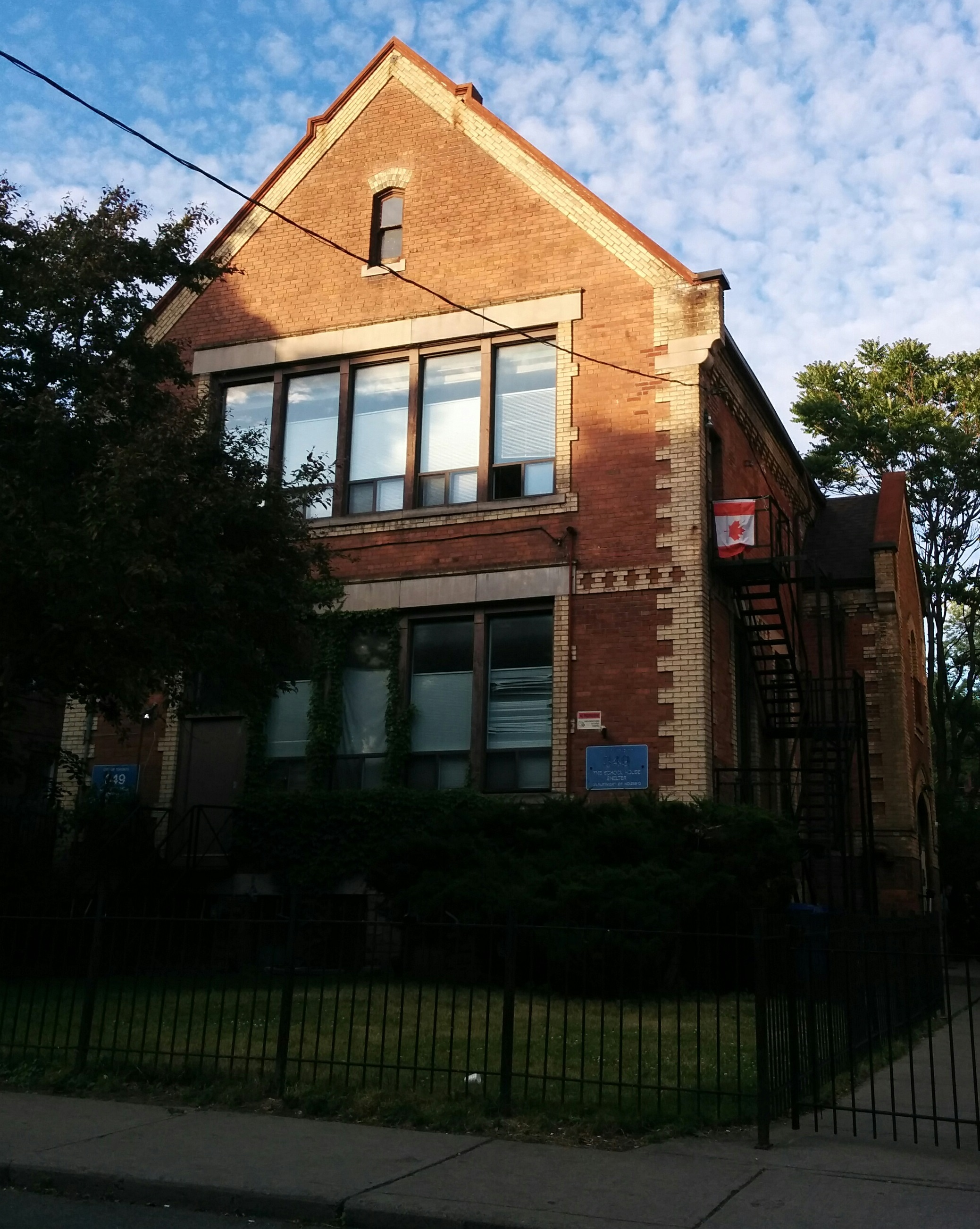
نمایی از مدرسهٔ allan در خیابان جرج، تورنتو، انتاریو - ۲۰۱۶

خیابان جرج (انگلیسی: George Street, Toronto) یک خیابان شمالی-جنوبی در تورنتو، انتاریو، کانادا است که از جنوبِ خیابان فرانت (تورنتو), از شمال به خیابان جرارد (تورنتو) ادامه دارد. خیابان جرج زمانی یکی از منحصر به فردترین و گران‌ترین محله‌های شهر بود.